# CEvin Key

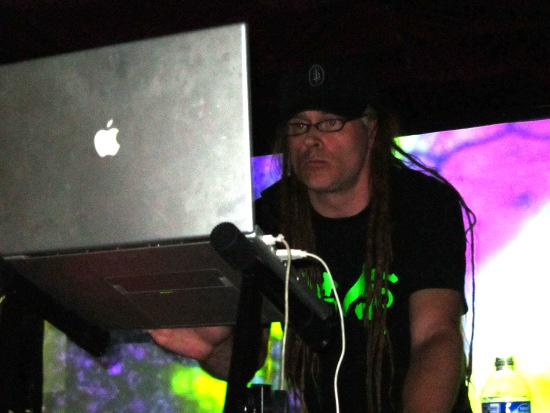
CEvin Key

cEvin Key (ausgesprochen wie „Kevin“) ist der Künstlername von Kevin Crompton (* 13. Februar 1961). Bekannt wurde er durch seine Aktivitäten bei der kanadischen Band Skinny Puppy, die er 1983 mitbegründete.
Zuvor war cEvin Key als Schlagzeuger und Songwriter bei der 1981 gegründeten Synthpop-Combo Images In Vogue tätig, aus der anschließend die Projekte Skinny Puppy und Numb hervorgingen. Bereits während der Auflösungsphase von Skinny Puppy zu Beginn der 1990er Jahre, rief er 1994 das Projekt Download ins Leben und führte es zwei Jahre später endgültig als Hauptprojekt. Außerdem betreibt Key seit 1995 das von  Dwayne Goettel und Phil Western gegründete Indie-Label Subconscious Communications.
cEvin Key wirkte neben seiner solistischen Tätigkeit unter anderem bei folgenden Projekten mit:
- The Tear Garden (1986 & 1999, 2009, 2016 in Kooperation mit Edward Ka-Spel von den Legendary Pink Dots)
- A Chud Convention (1987, in Kooperation mit der belgischen Formation à;GRUMH...)
- Hilt (1989–1991)
- Cyberaktif (1990–1991, 2024 in Kooperation mit der kanadischen Formation Front Line Assembly)
- Doubting Thomas (1991)
- PlatEAU (1996–2001)

## Veröffentlichungen

### Solo
- Music For Cats (1998)
- Ghost Of Each Room (2001)
- The Dragon Experience (2003, zusammen mit Ken Marshall)